# Bibliothèque italienne des femmes
La Bibliothèque italienne des femmes (« Biblioteca Italiana delle Donne » en italien) est une bibliothèque de Bologne (Italie), spécialisée sur le féminisme et les sujets liés aux femmes, créée en 1983. C’est la plus importante bibliothèque de ce type en Italie,. Elle est soutenue par la région Émilie-Romagne, le ministère pour les Biens et Activités culturels, et la fondation Carisbo.

## Historique
Le groupe féministe Orlando est créé informellement en 1982. Il compte principalement des femmes, et quelques sympathisants hommes. Il tient son nom du roman homonyme de Virginia Woolf.
Le groupe se constitue officiellement en association le 28 novembre 1983, et s’associe avec la municipalité de Bologne afin de mettre en place un espace politique dédié aux femmes, le « Centre de Documentation, Recherche et Initiative des Femmes », dont fait partie la Bibliothèque italienne des femmes. Ce choix est critiqué par les organisations féministes de l’époque, qui y voient un danger pour l’autonomie du centre.
En 1993, la chercheuse Annamaria Tagliavini devient directrice de la bibliothèque, en vue de la transformer en bibliothèque nationale.
En 1998, pour répondre au problème du sexisme dans le langage, la bibliothèque s’associe aux Archives internationales pour le mouvement des femmes d’Amsterdam, le centre de documentation RoSa de Bruxelles, l’institut nordique pour les études des femmes et la recherche sur le genre d’Oslo, et le centre danois pour la recherche sur les femmes et le genre (KVINFO), pour créer le thésaurus européen des femmes (European Women’s Thesaurus). C’est une traduction en anglais et une adaptation des travaux précédents de l’IIAV, qui avait publié un thésaurus en danois en 1993.
En 2001, la bibliothèque quitte le Palais Montanari pour s’installer dans le Palais des Notaires, avant de déménager à nouveau en 2005, pour s’installer définitivement dans l’ex-couvent de Sainte-Christine. Elle inaugure son nouveau siège le 5 juillet. Cette même année, elle bénéficie d’un financement spécial du ministère pour les Biens et Activités culturels pour numériser son patrimoine et permettre un accès en ligne.
En 2017, Simona Brighetti, bibliothécaire de formation, prend la direction de l’institution.

## Localisation
La bibliothèque est située dans le complexe monumental de Sainte-Christine, un ancien couvent construit au XIIIe siècle. Elle y occupe une surface de 240 m2, dont 215 m2 sont ouverts au public.

## Patrimoine bibliographique
La bibliothèque compte 40 000 volumes et 495 périodiques, dont 48 sont actifs. Ce patrimoine est divisé en plusieurs fonds ; la collection historique, composée de 4 000 ouvrages édités avant 1945, et des fonds issus de donations : Rosi Braidotti, Concetto Pozzati, Ida Gianelli (2014), et Laura Lilli (2016).

## Fréquentation
La bibliothèque a eu 10 161 entrées et a prêté 3 990 ouvrages en 2017.
Évolution de la fréquentation de la bibliothèque depuis 1996,,